# Partido Independente de Moçambique
O Partido Independente de Moçambique é um partido político de Moçambique.